# Jakob kẻ nói dối
Jakob kẻ nói dối (tiếng Đức: Jakob der Lügner) là bộ phim Cộng hòa dân chủ Đức, công chiếu năm 1973. Phim do Frank Beyer đạo diễn, chuyển thể từ tiểu thuyết của Jurek Becker xuất bản năm 1969 viết về đề tài Thế chiến II. Đây là bộ phim duy nhất của Cộng hòa dân chủ Đức được đề cử giải Oscar phim ngoại ngữ hay nhất, nhận giải thưởng của quốc gia, và Vlastimil Brodský, diễn viên chính giành giải Gấu bạc diễn viên xuất sắc nhất Liên hoan phim quốc tế Berlin lần thứ 25 (sau nhiều năm Đông Đức mới cho phim của mình tham gia).

## Diễn viên
- Vlastimil Brodský - Jakob Heym
- Erwin Geschonneck - Kowalski
- Henry Hübchen - Mischa
- Blanche Kommerell - Rosa Frankfurter
- Manuela Simon - Lina
- Dezső Garas - Frankfurter
- Zsuzsa Gordon - Mrs. Frankfurter
- Friedrich Richter - Dr. Kirschbaum
- Margit Bara - Josefa
- Reimar J. Baur - Herschel Schtamm
- Armin Mueller-Stahl - Roman Schtamm
- Peter Sturm - Leonard Schmidt
- Hermann Beyer - Wachhabender
- Klaus Brasch - Najdorf
- Jürgen Hilbrecht - Schwocj
- Paul Lewitt - Horowitz
- Fritz Links - Fajngold
- Edwin Marian - Abraham

## Hậu trường
Năm 1999 Mỹ cũng cho tái sản xuất phim dựa trên cuốn tiểu thuyết này.